# IC 1650
IC 1650 је спирална галаксија у сазвјежђу Феникс која се налази на листи објеката дубоког неба у Индекс каталогу.
Деклинација објекта је - 50° 24' 7" а ректасцензија 1h 12m 18,9s. Привидна величина (магнитуда) објекта IC 1650 износи 13,6 а фотографска магнитуда 14,4. IC 1650 је још познат и под ознакама ESO 195-34, AM 0110-503, IRAS 01101-5039, PGC 4334.